# هوانغ غيو أن
هوانغ غيو أن (مواليد 15 أبريل 1957) هو محام كوري جنوبي، رئيس وزراء كوريا الجنوبية و رئيس كوريا الجنوبية الممثل بعد سحب الثقة عن باك غن هي حتى انتخاب مون جيه إن رئيسا للبلاد.

## السيرة الذاتية
ولد هوانغ غيو أن في سيئول كوريا الجنوبية. بعد تخرجه في جامعة سونغ كيون كوان، عمل مدعيًا عامًا في محكمة كورية. في 21 مايو 2015، اختارته باك غن هي رئيسًا لوزراء كوريا الجنوبية. وقد كان هوانغ سادس شخص تختاره باك منذ توليها الرئاسة في 2013.
في 2 نوفمبر 2016، قامت الرئيسة باك غن هي بتنحية هوانغ عن منصب رئاسة الوزراء في سعيها لإعادة الثقة إلى إدارتها. إلا أنها تراجعت عن قرارها في 8 نوفمبر. وحضر هوانغ اجتماع منتدى التعاون الاقتصادي لدول آسيا والمحيط الهادئ المقام في بيرو نيابة عنها. في 9 ديسمبر 2016 أصبح هوانغ رئيسًا ممثلا لكوريا الجنوبية بعدما صوت البرلمان على سحب الثقة عن باك.

## الحياة الشخصية
متزوج وله ولدان، ابن وابنة.